# Walter Acuña
Walter Rubén Acuña (San Nicolás de los Arroyos, Provincia de Buenos Aires, Argentina, 4 de marzo de 1992) es un futbolista argentino. Juega como delantero y su actual equipo es Ciudad Bolívar del Torneo Federal A. 

## Trayectoria
Acuña comenzó su carrera en Rosario Central, haciendo su debut en el primer equipo en 2012, en un cotejo en el que su equipo igualó 1-1 ante Ferro Carril Oeste. Cachete tendría una aparición más en el torneo que consagró a su equipo como campeón de la Primera B Nacional. Con el regreso del Canalla a la Primera División, Acuña sería habitual titular en el equipo, con 20 apariciones y 5 goles convertidos y una campaña que permitió al conjunto rosarino clasificar a la Copa Sudamericana. Walter Acuña permaneció en el club para el Campeonato 2014, con 10 presencias en la liga que se sumaron a los dos cotejos del torneo continental, en el que su equipo fue eliminado por Boca Juniors.
El delantero perdería continuidad en la siguiente temporada, por lo que fue cedido a Olimpo para la segunda mitad del campeonato. En el conjunto bahiense Acuña se destacaría aportando 4 goles al tramo final de la campaña, en la que clasificaron a la Liguilla por un lugar en la Copa Sudamericana, aunque Estudiantes de La Plata obtuvo el boleto al certamen continental en el partido definitorio. Walter Acuña permaneció en el Aurinegro para el Campeonato 2016, en el que el desempeño del equipo fue bajo, finalizando en la última colocación de su zona. Su carrera continuaría con un nuevo préstamo, en este caso a Colón, donde aquejado por lesiones y con diferencias con el técnico Paolo Montero disputó apenas dos encuentros.
En la siguiente temporada Acuña retornaría a la segunda división para defender los colores de Juventud Unida (Gualeguaychú). Si bien ganó continuidad como habitual titular en el León, su equipo no logró mantener la categoría, quedando en la tabla de descenso a apenas a 2 puntos de Independiente Rivadavia. Finalizado su vínculo con el Juve, Acuña viajaría a Malta para incorporarse a Ħamrun Spartans, pero no disputó allí ningún partido oficial, por lo que volvió a Bahía Blanca para disputar el Torneo Federal A con Villa Mitre, club en el que completó sólo 4 apariciones en la temporada.
En 2019 Acuña fue transferido al Deportivo Riestra de la Primera Nacional. En su primera temporada disputó 4 juegos convirtiendo su primer gol de penal ante Villa Dálmine, último partido antes de la suspensión del campeonato debido a la pandemia de COVID-19. Con el regreso de la práctica del fútbol profesional Acuña se consolidó en el conjunto Malevo, participando en 9 cotejos del Campeonato de Transición 2020, en el que Riestra avanzó hasta los cuartos de final del Torneo Reducido.
En una campaña 2021 sin buenos resultados para el equipo, Acuña sumó 23 apariciones para el Malevo, casi siempre en el once inicial, aportando 8 goles al equipo. En el campeonato 2022 Acuña se consolidó como una pieza fundamental en la formación del equipo a cargo de Guillermo Duró primero, y Cristian Fabbiani después, logrando la clasificación al Torneo Reducido, en el que, con Acuña en el once inicial, fue tempranamente eliminado por Estudiantes (Río Cuarto).
Acuña salió a préstamo a Almirante Brown para el campeonato 2023, donde fue habitual titular en una campaña en la que la Fragata disputó los primeros puestos de la Zona A. Finalizado el préstamo a mitad de temporada regresó al Malevo, en el que sumó 15 apariciones más en la etapa regular. En el Torneo Reducido, bajo las órdenes de Matías Módolo fue titular en los 6 partidos. Como ganador del Torneo Deportivo Riestra selló su pasaje a la Primera División por primera vez en su historia.
En 2025, se convirtió en jugador de Ciudad Bolívar del Torneo Federal A, donde llegó proveniente de Estudiantes de Río Cuarto.

## Estadísticas
| Club | Div.       | Temporada  | Liga  | Liga  | Copas nacionales (1) | Copas nacionales (1) | Copas internacionales (2) | Copas internacionales (2) | Total    | Total |
| Club | Div.       | Temporada  | Part. | Goles | Part.                | Goles                | Part.                     | Goles                     | Partidos | Goles |
| --- | ---------- | ---------- | ----- | ----- | -------------------- | -------------------- | ------------------------- | ------------------------- | -------- | ----- |
| Rosario Central Argentina |            |            |       |       |                      |                      |                           |                           |          |       |
| 2.ª | 2012-13    | 2          | 0     | 0     | 0                    | —                    | —                         | 2                         | 0        |       |
| 1.ª | 2013-14    | 20         | 5     | 3     | 0                    | —                    | —                         | 23                        | 5        |       |
| 1.ª | 2014       | 10         | 3     | —     | —                    | 2                    | 0                         | 12                        | 3        |       |
| 1.ª | 2015       | 1          | 0     | 0     | 0                    | —                    | —                         | 1                         | 0        |       |
| Total club | Total club | 33         | 8     | 3     | 0                    | 2                    | 0                         | 38                        | 8        |       |
| Olimpo Argentina |            |            |       |       |                      |                      |                           |                           |          |       |
| 1.ª | 2015       | 15         | 4     | 0     | 0                    | —                    | —                         | 15                        | 4        |       |
| 1.ª | 2016       | 10         | 2     | —     | —                    | —                    | —                         | 10                        | 2        |       |
| Total club | Total club | 25         | 6     | 0     | 0                    | 0                    | 0                         | 25                        | 6        |       |
| Colón Argentina |            |            |       |       |                      |                      |                           |                           |          |       |
| 1.ª | 2016-17    | 2          | 0     | 0     | 0                    | —                    | —                         | 2                         | 0        |       |
| Total club | Total club | 2          | 0     | 0     | 0                    | 0                    | 0                         | 2                         | 0        |       |
| Juventud Unida (Gualeguaychú) Argentina                                                                                                  | 2.ª        | 2017-18    | 17    | 2     | —                    | —                    | —                         | —                         | 17       | 2     |
| Juventud Unida (Gualeguaychú) Argentina                                                                                                  | Total club | Total club | 17    | 2     | 0                    | 0                    | 0                         | 0                         | 17       | 2     |
| Villa Mitre Argentina | 3.ª        | 2018-19    | 4     | 0     | 0                    | 0                    | —                         | —                         | 4        | 0     |
| Villa Mitre Argentina | Total club | Total club | 4     | 0     | 0                    | 0                    | 0                         | 0                         | 4        | 0     |
| Deportivo Riestra Argentina | 2.ª        | 2019-20    | 4     | 1     | 0                    | 0                    | —                         | —                         | 4        | 1     |
| Deportivo Riestra Argentina | 2.ª        | 2020       | 9     | 2     | —                    | —                    | —                         | —                         | 9        | 2     |
| Deportivo Riestra Argentina | 2.ª        | 2021       | 23    | 8     | —                    | —                    | —                         | —                         | 23       | 8     |
| Deportivo Riestra Argentina | 2.ª        | 2022       | 33    | 8     | —                    | —                    | —                         | —                         | 33       | 8     |
| Deportivo Riestra Argentina | 2.ª        | 2023       | 21    | 2     | 0                    | 0                    | —                         | —                         | 21       | 2     |
| Deportivo Riestra Argentina | 1.ª        | 2024       | 5     | 0     | 7                    | 0                    | —                         | —                         | 12       | 0     |
| Deportivo Riestra Argentina | Total club | Total club | 95    | 21    | 7                    | 0                    | 0                         | 0                         | 102      | 21    |
| Almirante Brown Argentina | 2.ª        | 2023       | 14    | 3     | —                    | —                    | —                         | —                         | 14       | 3     |
| Almirante Brown Argentina | Total club | Total club | 14    | 3     | 0                    | 0                    | 0                         | 0                         | 14       | 3     |
| Total | Total      | Total      | 190   | 40    | 10                   | 0                    | 2                         | 0                         | 202      | 40    |
| (1) Copas nacionales incluye la Copa Argentina y la Copa de la Liga Profesional. (2) Copas internacionales incluye la Copa Sudamericana. |            |            |       |       |                      |                      |                           |                           |          |       |

 Actualizado al último partido disputado el 29 de julio de 2024.

## Palmarés

### Campeonatos nacionales
| Título             | Club            | País      | Año  |
| ------------------ | --------------- | --------- | ---- |
| Primera B Nacional | Rosario Central | Argentina | 2013 |

### Otros logros
| Logro                               | Equipo            | País      | Año  |
| ----------------------------------- | ----------------- | --------- | ---- |
| Torneo Reducido de Primera Nacional | Deportivo Riestra | Argentina | 2023 |